# Columna Macià-Companys
La Columna Macià-Companys fue una unidad de milicias que operó al comienzo de la Guerra civil española.

## Historial
La milicia fue organizada a comienzos de septiembre de 1936, con milicianos pertenecientes a ERC y Estat Català. El origen de su creación está en la voluntad de la Generalidad de Cataluña de contrarrestar la influencia de las columnas anarquistas que ya actuaban en la zona de guerra, y que debía haber sido el primer paso para la formación de un futuro Ejército de Cataluña. La columna salió de Barcelona el 5 de septiembre al mando del teniente coronel Jesús Pérez Salas, y se dirigió hacia la zona de Montalbán.
Su actividad en el Frente de Aragón fue bastante limitada. A comienzos de 1937 una ofensiva franquista en el sector de Rillo y Portalrubio provocó la desbandada de los catalanes, y fue necesario enviar a la 22.ª Brigada Mixta para hacer volver a la columna a sus posiciones. En la primavera de 1937 tenía en sus filas a unos 2000 hombres. Con la militarización de las milicias del Frente de Aragón y su integración en el Ejército Popular de la República, la antigua columna se transformaría en la 30.ª División.